# PANO1
PANO1 (англ. Proapoptotic nucleolar protein 1) – білок, який кодується однойменним геном, розташованим у людей на 11-й хромосомі. Довжина поліпептидного ланцюга білка становить 215 амінокислот, а молекулярна маса — 22 842.
| 10         |  | 20         |  | 30         |  | 40         |  | 50         |
| ---------- |  | ---------- |  | ---------- |  | ---------- |  | ---------- |
| MGVRLRVWPA |  | APHSISRCPR |  | PLGAVLSILL |  | AGGSRKGTPT |  | ARCLGQRTKE |
| KRVGGRSLRS |  | EAGSGPCPTA |  | GAQPTAPSSA |  | WPPRLRPRTC |  | PQMSGELPRV |
| RPTRVGLSSL |  | GSGPGHPPSG |  | TRMCGERARN |  | RRGRARRLTP |  | EQPRIGASAG |
| PGPPLPPARP |  | RCSGSCHLPR |  | PPQHLSPPQP |  | GRVRMGAAEG |  | SRRADTHHAR |
| RRRRARLPAP |  | RSAST      |  |            |  |            |  |            |

A: Аланін

C: Цистеїн

D: Аспарагінова кислота

E: Глутамінова кислота

G: Гліцин

H: Гістидин

I: Ізолейцин

K: Лізин

L: Лейцин

M: Метіонін

N: Аспарагін

P: Пролін

Q: Глутамін

R: Аргінін

S: Серин

T: Треонін

V: Валін

Задіяний у такому біологічному процесі, як апоптоз. 
Локалізований у ядрі.